# 隈本茉莉奈
隈本 茉莉奈（くまもと まりな、1998年7月27日 - ）は、日本のアイドル。女性アイドルグループ・虹のコンキスタドール（青組・サジタリアス流星群、振付師チーム）および、結音 YUIONのメンバー。福岡県出身。ディアステージ（#DSPM）所属。愛称はまーりん。

## 略歴
- 2013年
  - 7月2日、iDOL Streetのデビュー候補生であるストリート生の4期生としてw-Street FUKUOKAに加入[1]。
- 2016年
  - 3月21日、「iDOL Street Student 2015年度全校集会」にてiDOL Street ストリート生（w-Street FUKUOKA）としての活動を終了[2]。
  - 5月18日、AKIBAカルチャーズ劇場で行われた虹のコンキスタドール定期公演「虹色児童館」にて、つくドル!プロジェクト第5期新予科生としてお披露目される[3]。
- 2017年
  - 4月、大学に入学[4]。
  - 8月20日、shibuya DUO MUSIC EXCHANGEにて行われた虹のコンキスタドールワンマンライブ「だって一度きりのThisサマーっ!!」にて虹のコンキスタドール青組として正規メンバーに昇格[5]。
- 2018年
  - 7月26日、大塚Hearts Next にて 初生誕イベント『茉莉奈、20歳もあなたと一緒に居たいっちゃん♡〜Harmony Of Happiness〜』が開催される[6]。

- 2019年
  - 3月24日、渋谷WWWXで行われた「LAVILITH 音楽祭儀『Music Magi』1st coven」にて、中村朱里、清水理子と共にスピンオフユニット「旋律MerryRonde」としてお披露目される。以降「LAVILITH with 旋律MerryRonde」として不定期的に活動していくことが発表される[7]。
  - 7月29日、大塚 Hearts nextにて、生誕イベント『茉莉奈とMelodious Night♡2019』が開催される[8]。

- 2020年
  - 3月1日、これまでロングヘアーだった髪型をショートヘアにする[9]。
- 2021年
  - 1月13日、恵比寿LIQUIDROOMで行われたイベント「#DSPMGLAMPING」にて、結音 YUION のメンバーになることが発表された[10]。

## 人物
- 自己紹介の際のキャッチフレーズは「幸せのハーモニーを奏でるけん あなたと一緒にいたいっちゃん」。
- 愛称はまーりん。
- チャームポイントは口元のほくろ[11]。
- 趣味は筋トレ。特技はピアノ、ダンス[11]。
- 髪型をショートヘアにしたきっかけは、1年ほど前に「ショートヘアにしたら」ともふくちゃんから言われたため。そこからウィッグを試したりなどたくさん悩んだという[9]。

## 出演

### 舞台
- グリザイア：ファントムトリガー THE STAGE（2024年5月2日 - 6日、飛行船シアター） - 蒼井春人 役
- 和落語〜二〇二四 夏の陣〜（2024年6月15日 - 16日、武蔵野芸能劇場 小劇場）[12]
- Girls Live Action『降臨SOUL～風燐火斬～』（2024年9月25日 - 29日、六行会ホール） - 日替わりゲスト[13]
- Girls Live Action『降臨SOUL～是非ニ及バズ～』（2025年5月21日 - 25日、六行会ホール） - 織田信長 役[14]

### ラジオ
- 虹コンのコレってラジオだったよね？（2019年4月3日 - 、第1・第5水曜、渋谷クロスFM）